# Cantone di Ollioules
Il Cantone di Ollioules è una divisione amministrativa dell'arrondissement di Tolone.
Non è stato modificato dalla riforma complessiva dei cantoni del 2014.

## Composizione
Comprende i comuni di:
- Bandol
- Évenos
- Ollioules
- Sanary-sur-Mer